# عصر المنطق (كتاب)

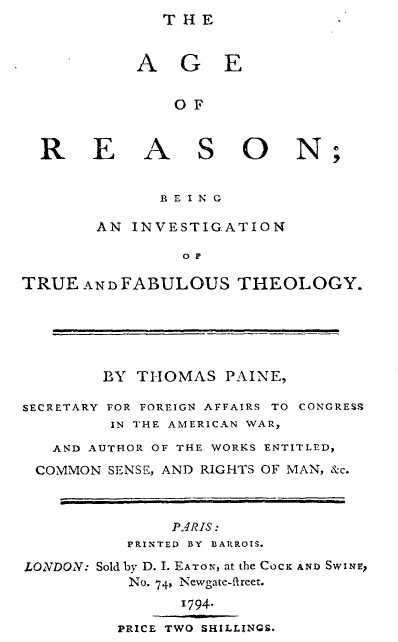
غلاف الطبعة الأولى

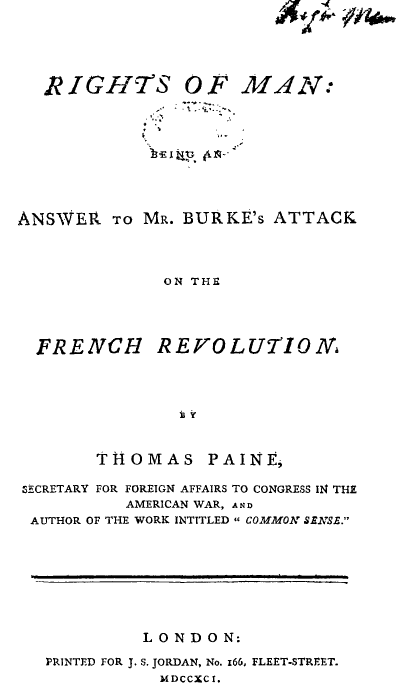
كتاب حقوق الإنسان

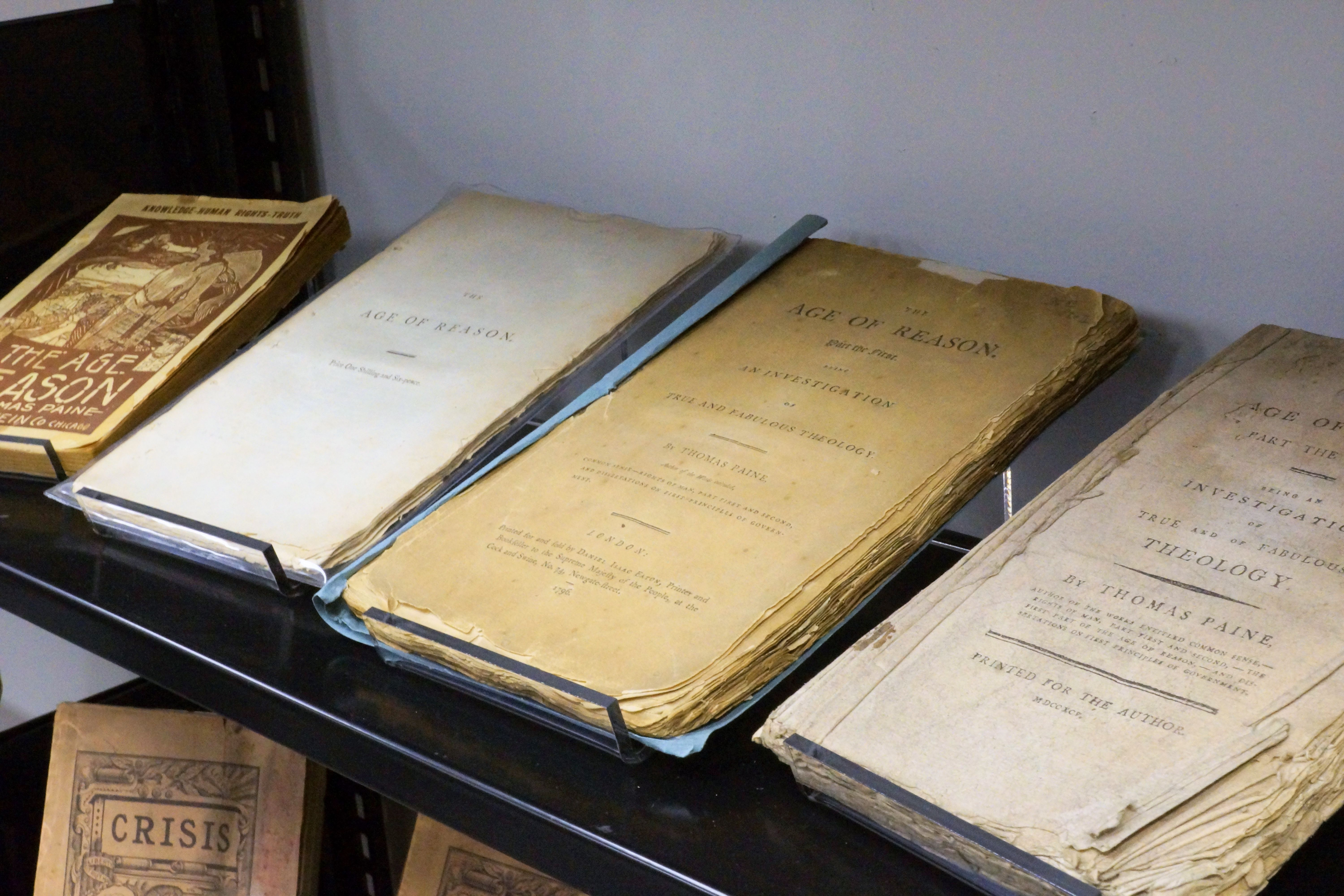
عدة نسخ أولية من مؤلف «عصر المنطق»

عصر المنطق: تحقيق الثيولوجيا الحقيقيّة والخياليّة (بالإنجليزية: The Age of Reason: Being an Investigation of True and Fabulous Theology) كما قد تُترجم أحيانا عصر العقل: تحقيق في اللاهوت الحقيقي والأسطوري هو كتاب من تأليف الناشط السياسيّ الأمريكيّ-الإنجليزيّ توماس بين، يدافع فيه عن الحُجة الفلسفيّة الداعية للربوبيّة، تابعًا للتراث الربوبيّ للقرن الثامن عشر الإنجليزيّ، متحديًا فكرة الدين المؤسسيّ (الكنسيّ) وشرعيّة الكتاب المقدس. نُشر الكتاب على ثلاثة أجزاء في أعوام 1794، 1795، 1807.
كان الكتاب الأكثر مبيعًا في الولايات المتحدة، مُحدثًا فيها إحياءً قصير المدى للنزعة الربوبيّة، كما استقبله الجمهور البريطانيّ المتهيّب من الراديكالية السياسيّة كنتيجة للثورة الفرنسية، بالمزيد من العدائيّة. قدّم «عصر المنطق» حُجج ربوبيّة معتادة؛ فقد ركّز فيه توماس بين على فساد الكنيسة المسيحيّة، وانتقد مسْعاها للحصول على النفوذ السياسيّ، ويدافع فيه عن العقل في مقابل الوحي، مما يدفع به إلى رفض المعجزات، والنظر إلى الكتاب المقدّس باعتباره قطعة عاديّة من الأدب بدلًا من كونه نص إلهي. إنه يدعم الدين الطبيعيّ ويبرهن على وجود إله خالق.
كانت حُجج «بين» معروفة من قَبل للصفوة المتعلِّمين، ولكن «بين» استطاع أن يقدم تلك الحُجج في صورة شعبيّة غير معقّدة، مما جعل الربوبيّة مثار إعجاب لدى الجماهير. كما وزِعت محتويات الكتاب أولًا على هيئة منشورات رخيصة الثمن مما جعلها في متناول عدد كبير من المشترين. ولكن الحكومة البريطانيّة تصدّت له خوفًا من انتشار الأفكار الثوريّة، فمنعت المطابع وبائعي الكتب من توزيع ونشر الكتاب. إلا أن عمل «بين» قد ألهم الكثير من المفكرين الأحرار على أي حال.

## السياق التاريخي

### السياق الفكري: الربوبية البريطانية في القرن الثامن عشر
اتّبع كتاب «بين» التراث الربوبيّ البريطانيّ للقرن الثامن عشر. هؤلاء الربوبيّون يتشاركون في مجموعة من الفرضيّات والحُجج التي صاغها «بين» في «عصر العقل» بالرغم من احتفاظ كل منهم بموقفه الفرديّ الخاص. وكان النداء الأساسيّ الذي دعوا إليه هو (التساؤل العقلانيّ الحر) في كل الموضوعات، خاصةً في الدين. ونظرًا لأن المسيحية قامت –من وجهة نظرهم- على حريّة الضمير، فقد طالبوا بالتسامح الدينيّ وإنهاء حالة الاضطهاد الدينيّ. كما طالبوا أيضًا أن تقوم المناظرات على العقل والمنطق. تبنى الربوبيّون رؤية نيوتنيّة (نسبةً لإسحق نيوتن) للعالم، فقد آمنوا أن كل الأشياء في العالم، بما في ذلك الإله نفسه، يجب أن يخضعوا للقانون الطبيعيّ. فبدون مفهوم القانون الطبيعيّ، سينحدر تفسير بعض الأمور للاعقلانيّة. وقد قادهم إيمانهم بالقانون الطبيعيّ إلى التشكيك في صحة المعجزات. رفض الربوبيّون المعجزات الواردة في الكتاب المقدّس، لأنها لا يمكن ملاحظتها بالتالي لا يمكن التحقق من صحتها، قائلين أن هذا دليل غير كافٍ وضعيف وليس ضروريًا لإثبات وجود إله.
أصرّت الكتابات الربوبيّة على أن الله هو العلّة الأولى أو المُحرك الأول، وقد صمم الكون وفقًا لبعض القوانين الطبيعيّة كجزء من خطته. كما أكّدوا أن الله لا يتدخّل كل فترة لتغيير تلك الخطة بإحداث المعجزات وتعليق القانون الطبيعيّ للتدخّل في أمور البشر. كما رفض الربوبيّون فكرة الدين الحق أو «الحقيقة الإيمانيّة الواحدة». الدين يمكن أن يكون «بسيطَا وواضحًا وعاديًا وكونيًا» لو أنه كان النتيجة المنطقيّة لإله خيّر. لذلك أٌقاموا تفريقًا بين «أديان الوحي» التي رفضوها (كالمسيحيّة) و«الأديان الطبيعيّة» وهي مجموعة من العقائد المستقاة من العالم الطبيعيّ لإثبات وجود إله (لذلك فهم ليسوا مُلحدين).
وبينما يقبل بعض الربوبيّين بالوحي، يجادل البعض أن الوحي محصور على مجموعات صغيرة أو أشخاص معدودة من البشر مما يُحد من قدرته التفسيريّة. إلا أن الكثيرين منهم وجدوا أن الوحي المسيحيّ أمر متناقض ولا يمكن قبوله. وطبقًا لهؤلاء الكُتّاب فإن الوحي يمكنه تدعيم أدلة وجود الله الظاهرة بوضوح في العالم الطبيعيّ، ولكنه في الغالب يؤدي إلى انتشار الخرافات بين العامة. يجادل معظم الربوبيّين أن القساوسة تعمّدوا إفساد المسيحيّة خلال نشر فكرة المعجزات والطقوس غير الضروريّة والعقائد الخطيرة لمصلحتهم الشخصيّة (يُشار لهذه الاتهامات بمصطلح «مناورات رجال الدين»). وكانت العقيدة الأسوأ منهم هي «الخطيئة الأصليّة». فقد استطاع الكهنة بذلك استعباد الجماهير عن طريق إقناعهم أنهم بحاجة إليهم من أجل الغفران عن خطيئتهم الفطريّة، وبهذا أظهر الربوبيّون أنفسهم كونهم مُحررين للفكر.

### السياق السياسي: الثورة الفرنسية

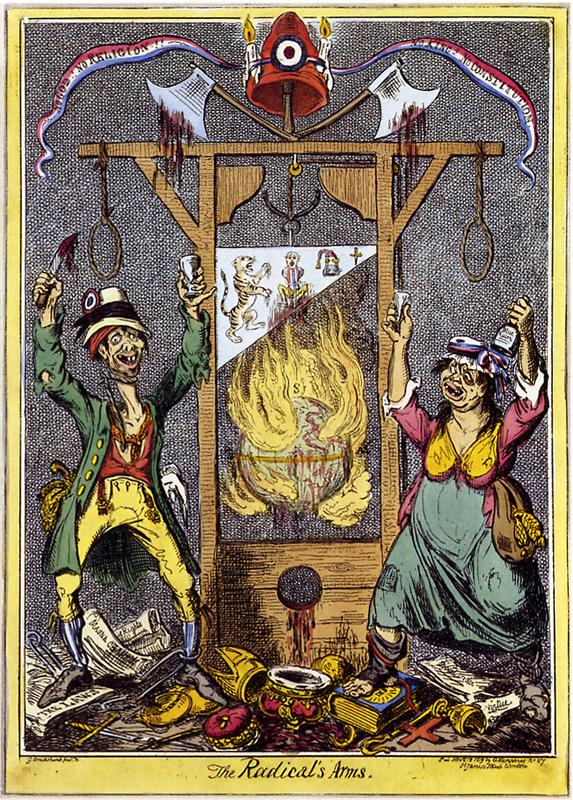
رسم كاريكاتيري بعنوان «الأذرع المتطرفة» لجورج كروكشانك (1819)، يستفظع فيه الإمعان في التمادي الذي بلغته الثورة الفرنسية

لم ترقى الثورة الفرنسية للآمال والتطلعات التي استحوذت على نفوس الكثير من المواطنين الفرنسيّين والبريطانيّين، في الوقت الذي صدر فيه أول أجزاء «عصر العقل» عام 1794. وقد بدأ عهد الإرهاب مع محاكمة وإعدام لويس السادس عشر وماري أنطوانيت في الوقت الذي كانت فيه فرنسا في حالة حرب مع بريطانيا. وكانت القلة القليلة من الراديكاليين البريطانيين التي ظلت تُؤيد المُثل الثوريّة الفرنسيّة محل ريبة من المواطنين. وينتمي مؤلف «عصر العقل» إلى المرحلة الأكثر راديكاليّة من حركات الإصلاح السياسيّ البريطانيّ، تلك التي نادت بالنظام الجمهوري والإلحاد، وكان مثالها نصوص عدة مثل مؤلف الفيلسوف ويليام غودوين الذي حمل عنوان «تحري حول العدالة السياسية» (1793). واختفت الأًصوات الوسطيّة بحلول منتصف العقد: فخُطب ريتشارد برايس الوزير المنشق (كان المنشقون الإنجليز أولئك الذين انفصلوا عن كنيسة إنجلترا) عن الحريّة السياسيّة وهي التي مهدت بدورها لكتاب إدموند بيرك بعنوان «تأملات حول الثورة في فرنسا» (1790).
استجابت الحكومة المُحافظة برئاسة ويليام بيت لهذا الحراك الراديكاليّ المتنامي من خلال اضطهادها للعديد من المُصلحين فاتهمتهم بالعمل على التحريض وإثارة الفتن والخيانة، في محاكمات الخيانة الشهيرة عام 1794. تمكّن المحافظون من تمرير قانون «الاجتماعات المثيرة للفتنة» وقانون «ممارسات الخيانة» عقب تلك المحاكمات والهجوم على جورج الثالث. جرَّمت تلك القوانين حريّة التجمع لمجموعات مثل «جمعية المراسلات اللندنيّة» (London Corresponding Society)، وألقت بالاتهامات ضد الراديكاليّين باعتبارهم «مثيرين للفتنة». ابتعد الكثير من الإصلاحيّين عن هدفهم خوفًا من الاضطهاد وبدافع من الإحباط الذي سببته نتائج الثورة الفرنسيّة. كما تفككت «جمعية المراسلات اللندنيّة» –التي وحّدت مجموعة من المنشقين الدينيّين والمُصلحين السياسيّين من قبل- عندما قدَّم فرنسيس بليس يد العون لتوماس بين وساعده على نشر «عصر العقل»؛ حيث انسحب الأعضاء المتديّنون من الجمعية احتجاجًا على ذلك، وخسرت الجمعية نحو خُمس أعضائها.
وقد عبر بين عن تأثره بالثورة الفرنسية في تأليف كتابه «إن ما حدث الآن في فرنسا من إلغاء للنظام الكهنوتي أجمعه، بكل ما يتعلق به من نظم دينية وبنود عقائدية قهرية، لم يزد من دافعي فحسب، بل جعل أيضًا هذا النوع من العمل ضروريًا للغاية، ففي الحطام العام للخرافات، والنظم الحاكمة الكاذبة، واللاهوت المزيف، تنسى البصيرة، والأخلاق، والإنسانية، واللاهوت الحق»

## البنية والحجج الرئيسية
ينقسم «عصر العقل» إلى ثلاث أجزاء. يرسم الجزء الأول الحُجج الرئيسة التي استخدمها «بين» مع تبيان عقيدته الشخصيّة. بينما يحلل الجزء الثاني مواضع محددة من الكتاب المقدّس ليوضح أنها ليست كلمات الله.

### التحليل
يضع «بين» في بداية الجزء الأول من «عصر العقل» اعتقاده الشخصيّ ويقول:
ويلاحظ أنه يذكر الإسلام في كتابه بأنه (الكنيسة التركية) تحتوي عقيدة «بين» على العديد من سمات عمله الرئيسة: اعتقاد قوي في إله خالق، تشكيك في الادعاءات فوق الطبيعية (كالمعجزات)، قناعة أن الفضيلة يجب أن تنبع من مراعاة الآخرين وليس مراعاة الأنا فقط، هجوم على المؤسسات الدينيّة الفاسدة، وتأكيد على أهميّة الضمير الفرديّ.

### بين العقل والوحي
يبدأ «بين» كتاب «عصر العقل» بالهجوم على الوحي. إنه يؤكد على أن الوحي لا يمكن التحقق منه سوى من خلال الأفراد المُوحى إليهم، لذلك فهو دليل ضعيف لإثبات وجود الله. وانتقاد بين لظاهرة الوحي ضعيف من الناحية الابستمولوجية لأنه يبسط المسألة بشكل مفرط ولا يميز بين رواية توهمها شخص ونقلها وبين وحي له مؤيدات، فهو بطريقته المعهودة من الكلام الأقرب للعامية يعتبر أن الوحي يكون للرسول وعند الآخرين فهو مجرد إشاعة، وبالتالي فالوحي الذي جاء به موسى أتى مع معجزات مؤيدة واتبعه قومه عليه وكذلك المسيح وكذلك محمد فلم يكن الوحي ظاهرة مستقلة عن محيطها وتاريخها بل لها ما يؤيدها قبل وبعد حدوثها،  كما يرفض «بين» النبوّة والمعجزات، ويكتب في ذلك: «إنه وحي لشخص واحد فقط، ولكنه تواتر ونقل للآخرين، لذلك فهم غير ملزمين بالإيمان به.» ويشير أيضًا أن الوحي المسيحيّ تغير على مدار الزمن لموائمة الظروف السياسيّة، مطالبًا قرّاءه باستعمال العقل بدلًا من الاعتماد على الوحي؛ حيث يجادل «بين» أن الدليل الوحيد الموثوق الثابت الكوني لإثبات وجود الله هو العالم الطبيعيّ. «إنجيل الربوبيّين» لا يجب أن يكون اختراعًا بشريًا، ولكنه يجب أن يكون منحة إلهية، يجب أن يكون «خلقًا». ويذهب «بين» بالحُجة لما هو أبعد من ذلك حيث يدعي أن نفس القواعد المنطقيّة والمعايير التي تُحلل بها النصوص الدنيويّة يجب أن تكون حكمًا على الكتاب المقدّس أيضًا.
يطبق «بين» معتقداته بشأن تحليل الكتاب المقدّس في الجزء الثاني من «عصر العقل» حيث يشير فيه إلى التناقضات الكامنة في الكتاب المقدّس. ويقول على سبيل المثال: «الشيء الخارق الذي يُدعى المعجزة، المرتبط بالعهد الجديد، عن شيطان يأخذ المسيح ويطير به حاملًا إياه إلى أعلى جبل عالٍ، ثم يأخذه إلى قمة المعبد ليريه ويعِده بملكوت العالم. كيف حدث ذلك دون أن يكتشف المسيح أمريكا؟ أم كانت تلك الممالك مما يرغب بها سموّه فقط».
ومما ينتقده مسألة الخطيئة الأصلية، واعتبار المسيح ابن الرب ويبرر ذلك بأن هذا فكر منتشر عند اليونان فجوبيتر قد عاشر مئات النساء «ومن الغريب أن نلاحظ انبثاق ما يسمى الكنيسة المسيحية من ذيل الأساطير، فإن الاندماج المباشر حدث في المقام الأول من خلال جعل المؤسس ذو السمعة الطيبة سماوي المولد ... الثالوث وما تلاه هو مجرد تقليل لعدد الآلهة السابقة ... النظرية المسيحية ليست سوى وثنية من الأساطير القديمة» ثم يمضي بين بإنكار قيامة المسيح ويتحدث باعتبار المسيح «إصلاحيًا ثوريًا» وأن الكنيسية صنعت أساطير مسيحية ممزوجة بين أساطير القدماء وتقاليد اليهود. ولا يخلو كلام بين من السخرية في الطرح فهو يكتب بلهجة موجهة لعامة الناس، ويسخر بشكل خاص من قصة السقوط وأكل التفاحة «ولو أن مخترعي هذه الخرافة كانوا قد سردوها على العكس، ممثلين الله مخيرًا الشيطان بالتضحية بنفسه على الصليب بهيئة ثعبان كعقاب له، لكانت القصة أقل تناقضًا وسخفًا، ولكنهم بدلًا من ذلك جعلوا للمتمرد إنتصارًا ولله سقوطًا» 

#### تحليل بين للكتاب المقدس
بعد تقريره عدم لجوءه لمصادر خارجية لانتقاد الكتاب المقدّس، ينطلق «بين» في انتقاده مستخدمًا مصطلحات الكتاب المقدّس نفسها، مشككًا في قداسته، محللًا إياه كأي كتاب آخر. فهو يحلل «كتاب الأمثال» واصفًا إياه بأنه «أقل من أمثال الإٍسبان، وأقل حكمة واقتصاديّة من فرانكلين الأمريكيّ.» وبوصفه الكتاب المقدّس باعتباره «أساطير خياليّة» يتسائل «بين» عما إذا كان محتوى هذا الكتاب نتيجة وحي لكتّابه ويشكك في إمكانيّة معرفة كتّابه الأصليّين.
اختبر «بين» التماسك الداخليّ والصحة التاريخيّة للكتاب المقدّس عبر استخدامه لوسائل التي لم تكن شائعة لدراسة الكتاب المقدّس حتى القرن التاسع عشر، مستنتجًا أنه لم ينتج عن إلهام إلهي. ويجادل «بين» أيضًا أن العهد القديم زائف تمامًا لأنه يؤصّل لإله شرير. «تاريخ الشر» المنتشر في العهد القديم أٌقنع «بين» أنه مجرد روايات بشريّة أسطوريّة. وبذلك يحطم «بين» سذاجة الناس التي ارتفعت كثيرًا بفضل العادات الخرافيّة. ويكتب: «لا يعلم الناس في العموم كميّة الشر الموجودة في تلك الكلمات المنسوبة لله».

### الكنيسة والدولة

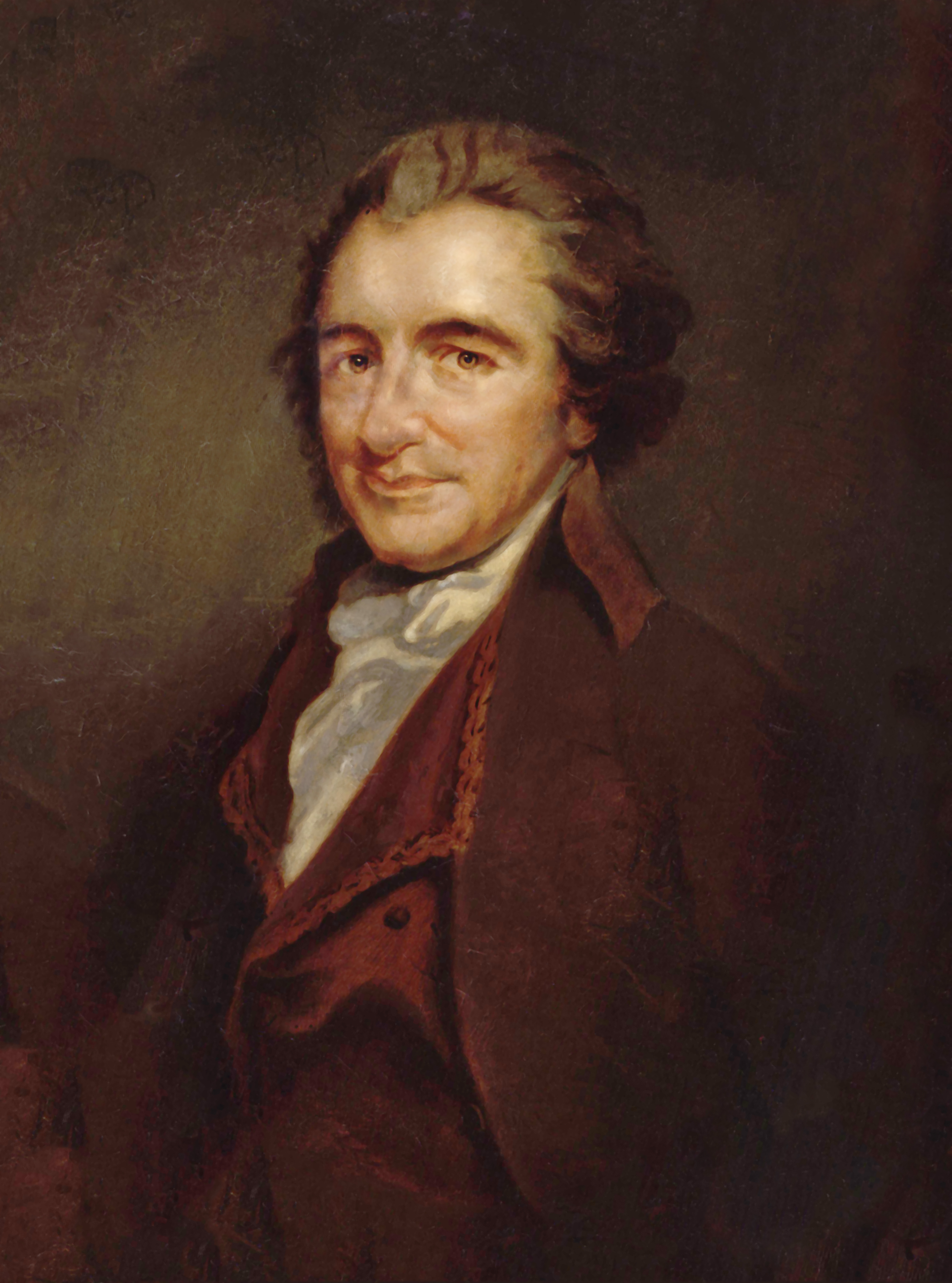
لوحة زيتية قديمة لتوماس بين بريشة أغوستو ميلير (1880)

كما يهاجم «بين» المؤسسات الدينيّة، ويُدين القساوسة والكهنة على شهوتهم للسلطة والثروة ومعارضة الكنيسة للبحوث العلميّة. وينظر إلى تاريخ المسيحيّة باعتباره تاريخ فساد وقمع. ينتقد «بين» الممارسات الاستبداديّة للكنيسة كما انتقد الممارسات الاستبداديّة للحكومة في مؤلفيه «حقوق الإنسان» و«الفطرة السليمة» قائلًا أن النظرية المسيحيّة ما هي إلَّا توثينٌ لأساطير قديمة تُوظَّف خدمةً لأغراض السلطة. يميّز هذا النوع من الهجوم كتاب «بين» عن الأعمال الربوبيّة الأخرى والتي لم تهتم كثيرًا بتحدي التراتبيّة السياسيّة والاجتماعيّة. يطرح «بين» أن الكنيسة والدولة مؤسسة فاسدة واحدة لا تعمل لصالح الناس.
وكما كتب الباحث المتخصص في الراديكاليّة البريطانيّة جون مي: «لقد أعتقدَ [بين] أن إحداثَ ثورةٍ في الدينِ هو شرطٌ ونتيجةٌ لثورةٍ سياسيّةٍ ناجحةٍ.» وكما يقول كل من ديفيدسون وشيك فقد وضع «بين» رؤيته «لعصرٍ تسود فيه الحريّة الفكريّة، حينما ينتصرُ المنطقُ على الخرافةِ، وحينما يرتفعُ صوت الحريّات الطبيعيّة للإنسانيّة على الكهنوت والملكية، وهي التي كانت نتائج ثانويّة لأساطير غبيّة مُدارة سياسيًا وخرافاتٍ دينيّة.» تلك الرؤية التي يسميها الباحثون «الألفية العلمانيّة» هي المتجلية في سائرِ أعماله، فهو ينهي كتاب «حقوق الإنسان» بتلك الجملة: «ونرى حاليًا، إن كل شيء يستوجب التغيير في العالم السياسيّ أصبح من الممكن تغييره. إنه عصر الثورة، وفيه يمكننا البحث عن أي شيء.»

### الولاء الفكري لبين
بالرغم من أن «بين» اعتاد أن يقول أنه لا يقرأ سوى القليل إلا أن أعماله، خاصةً «عصر العقل»، جذورها الفكريّة مستمدة من فكر ديفيد هيوم وسبينوزا وفولتير. ذلك لأن هيوم قد أٌقام نفس الهجوم الأخلاقيّ على المسيحيّة والذي أشاعه «بين» في «عصر العقل»، مما جعل الدارسين يستنتجون أن «بين» قرأ هيوم أو سمع عنه خلال دائرة من دوائر معاروف الناشر الإنجليزي الشهير جوزيف جونسون. وبالتحديد يتطابق وصف «بين» مع وصف هيوم للدين باعتباره «مصدر ضرر للمجتمع» ويجعل الناس متحزّبين ومتعصّبين. وكان سبينوزا ذي تأثير أكبر على فكر «بين» ولا سيما كتابه «رسالة في اللاهوت والسياسة» (1678). وقد أطلع «بين» على أفكار سبينوزا في أعمال ربوبيّين آخرين في فترة القرن الثامن عشر وتحديدًا كونيرز ميدلتون.
وبينما كان هذا التراث الفلسفيّ واضح التأثير على «بين» في كتابه «عصر المنطق»، إلَّا أن «بين» يدين بالولاء الأعظم للربوبيّين الإنجليز من القرن الثامن عشر من أمثال بيتر آنيت. بينما رأى جون تولاند لصالح تسخير المنطق، وكذلك ماثيو تيندال ضد الوحي، وصف ميدلتون الكتاب المقدّس بأنه أسطورة، أما توماس وولستون فعبَّر عن شكه من حقيقة وقوع المعجزات، ورفض توماس مورغان ادعاءات العهد القديم، وقال توماس تشوب أن المسيحيّة تفتقر للأسس الأخلاقيّة. كل هذه الأطروحات السالفة تظهر في «عصر العقل» بشكل أقل تماسكًا.

## التأثر الديني
مهّدت نشأة «بين» على مذهب جماعة جمعية الأصدقاء الدينية (الكويكرز) لتفكيره الربوبيّ في نفس الوقت الذي وضع فيه نفسه خلال تقاليد المنشقين دينيًا. أدرك «بين» أنه يدين لجمعية الكويكرز بنزعته الشكوكيّة هذه، كما أُثَّر في كتابات «بين» كثيرًا مبدأ الكويكرز بالبساطة والوضوح في التعبير، وتجلى ذلك ضمنيًا وجهريًا في مؤلفه «عصر المنطق». وكما قال المؤرخ البريطاني إدوارد بالمر تومبسون فإن «بين»: «سَخِرَ من السلطة الدينيّة مستعملًا حُججاَ تفهمها فتاة من فتيات الأرياف.» ووصفه لقصة ولادة مريم العذرية ليسوع جاء مُبسّطاً للغة الكتاب المقدس فأورد الأمر باختصار قائلاً: «إنها قصة فتاة صغيرة خُطبت ستتزوج، وأثناء تلك الخطوبة، لكي نتحدث بصراحة، مارست شبحٌ الفحشاء معها.»
يستفيد «بين» من الخطاب الدينيّ بمعزل عن ذاك المرتبط بالكويكريّة في «عصر المنطق»، ولا سيما اللغة الملياريّة التي راقت للطبقات الدنيا من القراء. مدعيًا أن اللغة الدينيّة يجب أن تكون كونيّة، يستخدم «بين» خطابًا مستمد من المسيحيّة ليقلل من شأن التراتبيّة الدينيّة المؤسسة دينيًا. تعتبر تلك اللغة الخطابيّة التي تتمتع بها كتابات «بين» إحدى السمات المميزة لأعماله. يرى الناقد الأدبي وأحد الأكاديميين الذين درسوا الخطابات ساكفان بيركوفيتش أن كتابات «بين» تشابه الخطاب السياسيّ. إذ يؤكد على أن «بين» يستعين بالتقليد البيوريتانيّ الذي «تتزاوج فيه الثيولوجيا مع السياسة وتستخدم السياسة لتُقدّم مملكة الرب». ولربما يكون سبب استخدام «بين» لتلك الطريقة انخراطه قصير الأمد في الوعظ الميثوديّ، إلَّا أن هذه الفكرة لا يمكن التحقق من صحتها.

## وصلات خارجية
- عصر المنطق على موقع الموسوعة البريطانية (الإنجليزية)

- «عصر المنطق» على أرشيف الإنترنت (بالإنجليزية)
- «عصر المنطق»: الجزء الأول والثاني والثالث على موقع ushistory.org (بالإنجليزية)
- «عصر المنطق» الجزئين الأول والثاني من مجموعة النصوص الإلكترونية لمكتبة جامعة أديلايد (بالإنجليزية)
- توماس بين: مواطن العالم بقلم جون بيلتشم على موقع هيئة الإذاعة البريطانية (بالإنجليزية)
- كتاب مجاني: أعمال توماس بين – المجلد الرابع (1794–1796): «عصر المنطق» على مشروع غوتنبرغ (بالإنجليزية)